# Sutomský vrch
Sutomský vrch är ett berg i Tjeckien.   Det ligger i regionen Ústí nad Labem, i den nordvästra delen av landet, 60 km nordväst om huvudstaden Prag. Toppen på Sutomský vrch är 505 meter över havet, eller 151 meter över den omgivande terrängen. Bredden vid basen är 2,8 km.
Terrängen runt Sutomský vrch är kuperad åt nordväst, men åt sydost är den platt.Runt Sutomský vrch är det ganska tätbefolkat, med 56 invånare per kvadratkilometer. Närmaste större samhälle är Ústí nad Labem, 17,5 km norr om Sutomský vrch. Trakten runt Sutomský vrch består till största delen av jordbruksmark.